# Hamid Oraibi
Hamid Oraibi (nascido em 1941) é um ex-ciclista olímpico iraquiano. Oraibi representou sua nação nos Jogos Olímpicos de Verão de 1960, em Roma.